# العلاقات الكندية الليختنشتانية
العلاقات الكندية الليختنشتانية هي العلاقات الثنائية التي تجمع بين كندا وليختنشتاين.

## مقارنة بين البلدين
هذه مقارنة عامة ومرجعية للدولتين:
| وجه المقارنة                                              | كندا                     | ليختنشتاين                                 |
| --------------------------------------------------------- | ------------------------ | ------------------------------------------ |
| المساحة (كم2)                                             | 9.98 مليون               | 16                                         |
| عدد السكان (نسمة)                                         | 35.70 مليون              | 37.47 ألف                                  |
| الكثافة السكانية (ن./كم²)                                 | 3.58                     | 234.19 ألف                                 |
| العاصمة                                                   | أوتاوا                   | فادوتس                                     |
| اللغة الرسمية                                             | لغة إنجليزية، لغة فرنسية | اللغة الألمانية                            |
| العملة                                                    | دولار كندي               | فرنك سويسري                                |
| الناتج المحلي الإجمالي (بليون دولار)                      | 1.65 تريليون             | 6.29 مليار                                 |
| الناتج المحلي الإجمالي (تعادل القوة الشرائية) بليون دولار | 1.59 تريليون             |                                            |
| الناتج المحلي الإجمالي الاسمي للفرد دولار أمريكي          | 43.25 ألف                |                                            |
| الناتج المحلي الإجمالي للفرد دولار أمريكي                 | 45.07 ألف                |                                            |
| مؤشر التنمية البشرية                                      | 0.913                    | 0.908                                      |
| رمز المكالمات الدولي                                      | +1                       | +423                                       |
| رمز الإنترنت                                              | .ca                      | .li                                        |
| المنطقة الزمنية                                           |                          | توقيت وسط أوروبا، ت ع م+01:00، ت ع م+02:00 |

## منظمات دولية مشتركة
يشترك البلدان في عضوية مجموعة من المنظمات الدولية، منها:
| علم المنظمة | اسم المنظمة                    | تاريخ انضمام كندا | تاريخ انضمام ليختنشتاين |
| ----------- | ------------------------------ | ----------------- | ----------------------- |
|             | الاتحاد البريدي العالمي        | ?                 | ?                       |
|             | الاتحاد الدولي للاتصالات       | 1 يوليو 1908      | 25 يوليو 1963           |
|             | منظمة حظر الأسلحة الكيميائية   | ?                 | ?                       |
|             | منظمة التجارة العالمية         | ?                 | ?                       |
|             | منظمة الأمن والتعاون في أوروبا | 25 يونيو 1973     | 25 يونيو 1973           |
|             | منظمة الشرطة الجنائية الدولية  | ?                 | ?                       |
|             | الأمم المتحدة                  | 9 نوفمبر 1945     | 18 سبتمبر 1990          |

## وصلات خارجية
- موقع وزارة الخارجية الكندية